# Monte Guadagnolo
Il Monte Guadagnolo (1.218 m s.l.m.) è la montagna più alta dei Monti Prenestini nel Subappennino laziale.

## Descrizione
Coperto da vegetazione boscosa soprattutto a nord, lasciando scoperta la parte sommitale prativa, mentre ad est si apre un piccolo altopiano (Prati del Guadagnolo), in cima alla montagna si trova il paese di Guadagnolo frazione di Capranica Prenestina e a poche decine di metri dall'abitato, alcune pareti rocciose sono meta frequente di arrampicatori laziali, mentre poco più in basso, sul versante est, è posto invece il Santuario della Mentorella.
L'intera area è protetta dalla legislazione europea come sito Natura 2000 del Monte Guadagnolo per la sua particolare flora e fauna.
La cima si raggiunge facilmente tramite una strada asfaltata salendo da ovest da Palestrina oppure da Casape ed è uno dei punti più panoramici che guardano verso la città di Roma, assieme a Monte Gennaro, al Tuscolo e a Monte Cavo: dalla cima la vista spazia infatti a est verso i Monti Ruffi e i Monti Affilani a nord verso i Monti Tiburtini, i Monti Lucretili, la campagna romana e la Capitale con una prominenza di circa 1000 metri di dislivello dal fondovalle, a ovest verso i Colli Albani, a sud verso la Valle del Sacco.

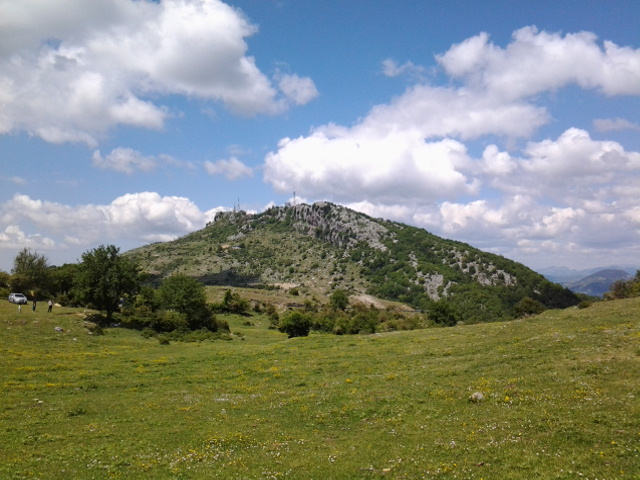
Veduta del versante sud dall'altopiano sottostante (Località Valle Mettifoco)